# Wimbledon-mesterskabet i mixed double 2023
Wimbledon-mesterskabet i mixed double 2023 var den 100. turnering om Wimbledon-mesterskabet i mixed double. Turneringen var en del af Wimbledon-mesterskaberne 2023 og blev spillet i All England Lawn Tennis and Croquet Club i London, Storbritannien i perioden 7. - 13. juli 2023 med deltagelse af 32 par.
Mesterskabet blev vundet af Mate Pavić og Ljudmyla Kitjenok, som i finalen besejrede Joran Vliegen og Xu Yifan med 6-4, 6-7(9), 6-3. Pavić vandt sin tredje grand slam-titel i mixed double efter at han tidligere havde vundet US Open i 2016 sammen med Laura Siegemund og Australian Open i 2018 med Gabriela Dabrowski som makker, og han nåede dermed op på seks grand slam-titler i alt i karrieren, eftersom han tidligere også havde vundet tre herredoubletitler. Kitjenok vandt sin første grand slam-titel, og hun var i sin første grand slam-finale i sin karriere.
De forsvarende mestre, Neal Skupski og Desirae Krawczyk, der havde vundet titlen de to foregående år, tabte i første runde til de senere finalister Joran Vliegen og Xu Yifan.
Siden Ruslands invasion af Ukraine i begyndelsen af 2022 havde tennissportens styrende organer, WTA, ATP, ITF og de fire grand slam-turneringer, tilladt, at spillere fra Rusland og Hviderusland fortsat kunne deltage i grand slam-turneringer samt turneringer på ATP Tour og WTA Tour, men de kunne ikke stille op under landenes navne eller flag, og spillerne fra de to lande deltog derfor i turneringen under neutralt flag.

## Pengepræmier
Den samlede præmiesum til spillerne i mixed double androg £ 448.000 (ekskl. per diem), hvilket var en stigning på 3,7 % i forhold til året før.
| Resultat               | Pengepræmier | Pengepræmier | Ændring ift. 2022 |
| Resultat               | Pr. par      | Total        | Ændring ift. 2022 |
| ---------------------- | ------------ | ------------ | ----------------- |
| Vindere (1)            | £ 128.000    | £ 128.000    | +3,2 %            |
| Finalister (1)         | £ 64.000     | £ 64.000     | +3,2 %            |
| Semifinalister (2)     | £ 32.000     | £ 64.000     | +3,2 %            |
| Kvartfinalister (4)    | £ 16.500     | £ 66.000     | +3,1 %            |
| Tabere i 2. runde (8)  | £ 7.750      | £ 62.000     | +3,3 %            |
| Tabere i 1. runde (16) | £ 4.000      | £ 64.000     | +6,7 %            |
| Samlet præmiesum       | -            | £ 448.000    | +3,7 %            |

## Turnering

### Deltagere
Turneringen havde deltagelse af 32 par, der var fordelt på:
- 25 direkte kvalificerede par i form af deres ranglisteplacering.
- 7 par, der havde modtaget et wildcard.

#### Seedede spillere
De 8 bedste par blev seedet:
| Seedning | Rang. | Spiller                                | Resultat        |
| -------- | ----- | -------------------------------------- | --------------- |
| 1        |       | Austin Krajicek Jessica Pegula         | Meldte afbud    |
| 2        |       | Neal Skupski Desirae Krawczyk          | Første runde    |
| 3        |       | Jan Zieliński Nicole Melichar-Martinez | Første runde    |
| 4        |       | Wesley Koolhof Leylah Fernandez        | Anden runde     |
| 5        |       | Matthew Ebden Ellen Perez              | Kvartfinalister |
| 6        |       | Rohan Bopanna Gabriela Dabrowski       | Første runde    |
| 7        |       | Mate Pavić Ljudmyla Kitjenok           | Mestre          |
| 8        |       | Jean-Julien Rojer Ena Shibahara        | Anden runde     |

#### Wildcards
Syv par modtog et wildcard til turneringen.
| Par                             | Resultat       |
| ------------------------------- | -------------- |
| Julian Cash Alicia Barnett      | Første runde   |
| Alex de Minaur Katie Boulter    | Anden runde    |
| Lloyd Glasspool Jodie Burrage   | Første runde   |
| Jonny O'Mara Olivia Nicholls    | Semifinalister |
| Emil Ruusuvuori Anett Kontaveit | Første runde   |
| Joe Salisbury Heather Watson    | Anden runde    |
| Michael Venus Bianca Andreescu  | Meldte afbud   |

### Resultater
| Andrés Molteni |
| Jana Sizikova  |

| Nicolas Mahut |
| Anna Danilina |

| Nicolas Mahut |
| Anna Danilina |

| Andrea Vavassori   |
| Ljudmila Samsonova |

| Andrea Vavassori   |
| Ljudmila Samsonova |

| Rafael Matos  |
| Luisa Stefani |

| Nicolas Mahut |
| Anna Danilina |

| Julian Cash    |
| Alicia Barnett |

| Mate Pavić        |
| Ljudmyla Kitjenok |

| Nikola Mektić |
| Bernarda Pera |

| Nikola Mektić |
| Bernarda Pera |

| Sander Gillé |
| Miyu Kato    |

| Mate Pavić        |
| Ljudmyla Kitjenok |

| Mate Pavić        |
| Ljudmyla Kitjenok |

| Mate Pavić        |
| Ljudmyla Kitjenok |

| Wesley Koolhof   |
| Leylah Fernandez |

| Jonny O'Mara    |
| Olivia Nicholls |

| Fabrice Martin |
| Chan Hao-Ching |

| Wesley Koolhof   |
| Leylah Fernandez |

| Jonny O'Mara    |
| Olivia Nicholls |

| Jonny O'Mara    |
| Olivia Nicholls |

| Édouard Roger-Vasselin |
| Kirsten Flipkens       |

| Jonny O'Mara    |
| Olivia Nicholls |

| Emil Ruusuvuori |
| Anett Kontaveit |

| Matthew Ebden |
| Ellen Perez   |

| Kevin Krawietz |
| Yang Zhaoxuan  |

| Kevin Krawietz |
| Yang Zhaoxuan  |

| Hugo Nys        |
| Laura Siegemund |

| Matthew Ebden |
| Ellen Perez   |

| Matthew Ebden |
| Ellen Perez   |

| Mate Pavić        |
| Ljudmyla Kitjenok |

| Jean-Julien Rojer |
| Ena Shibahara     |

| Joran Vliegen |
| Xu Yifan      |

| Lloyd Glasspool |
| Jodie Burrage   |

| Jean-Julien Rojer |
| Ena Shibahara     |

| Matwé Middelkoop |
| Aldila Sutjiadi  |

| Matwé Middelkoop |
| Aldila Sutjiadi  |

| Santiago González |
| Barbora Strýcová  |

| Matwé Middelkoop |
| Aldila Sutjiadi  |

| Jason Kubler   |
| Erin Routliffe |

| Marcelo Arévalo |
| Marta Kostjuk   |

| Marcelo Arévalo |
| Marta Kostjuk   |

| Marcelo Arévalo |
| Marta Kostjuk   |

| Jamie Murray    |
| Taylor Townsend |

| Jamie Murray    |
| Taylor Townsend |

| Jan Zieliński            |
| Nicole Melichar-Martinez |

| Matwé Middelkoop |
| Aldila Sutjiadi  |

| Rohan Bopanna      |
| Gabriela Dabrowski |

| Joran Vliegen |
| Xu Yifan      |

| Ivan Dodig   |
| Latisha Chan |

| Ivan Dodig   |
| Latisha Chan |

| Nathaniel Lammons |
| Giuliana Olmos    |

| Joe Salisbury  |
| Heather Watson |

| Joe Salisbury  |
| Heather Watson |

| Ivan Dodig   |
| Latisha Chan |

| John Peers   |
| Storm Hunter |

| Joran Vliegen |
| Xu Yifan      |

| Alex de Minaur |
| Katie Boulter  |

| Alex de Minaur |
| Katie Boulter  |

| Joran Vliegen |
| Xu Yifan      |

| Joran Vliegen |
| Xu Yifan      |

| Neal Skupski     |
| Desirae Krawczyk |